# خوربوسونکا
خوربوسونکا (روسی: Хорбусуонка) یک رودخانه در استان یاقوتستان کشور روسیه است.